# 지치부역
지치부역 또는 치치부역(일본어: 秩父駅)은 일본 사이타마현 지치부시에 있는 철도역이다.

## 타는 곳
| 1 | ■ 지치부 본선 | 미쓰미네구치 방면· ■세이부 지치부선으로 직결 운행 한노·도코로자와·이케부쿠로 방면 |
| 2 | ■ 지치부 본선 | 나가토로·요리이·구마가야·교다시·하뉴 방면                                         |

## 역세권 정보
- 국도 140호선
  - 지치부 휴게소
- 국도 299호선

## 역사
- 1914년 10월 27일: 영업 개시.

## 사진

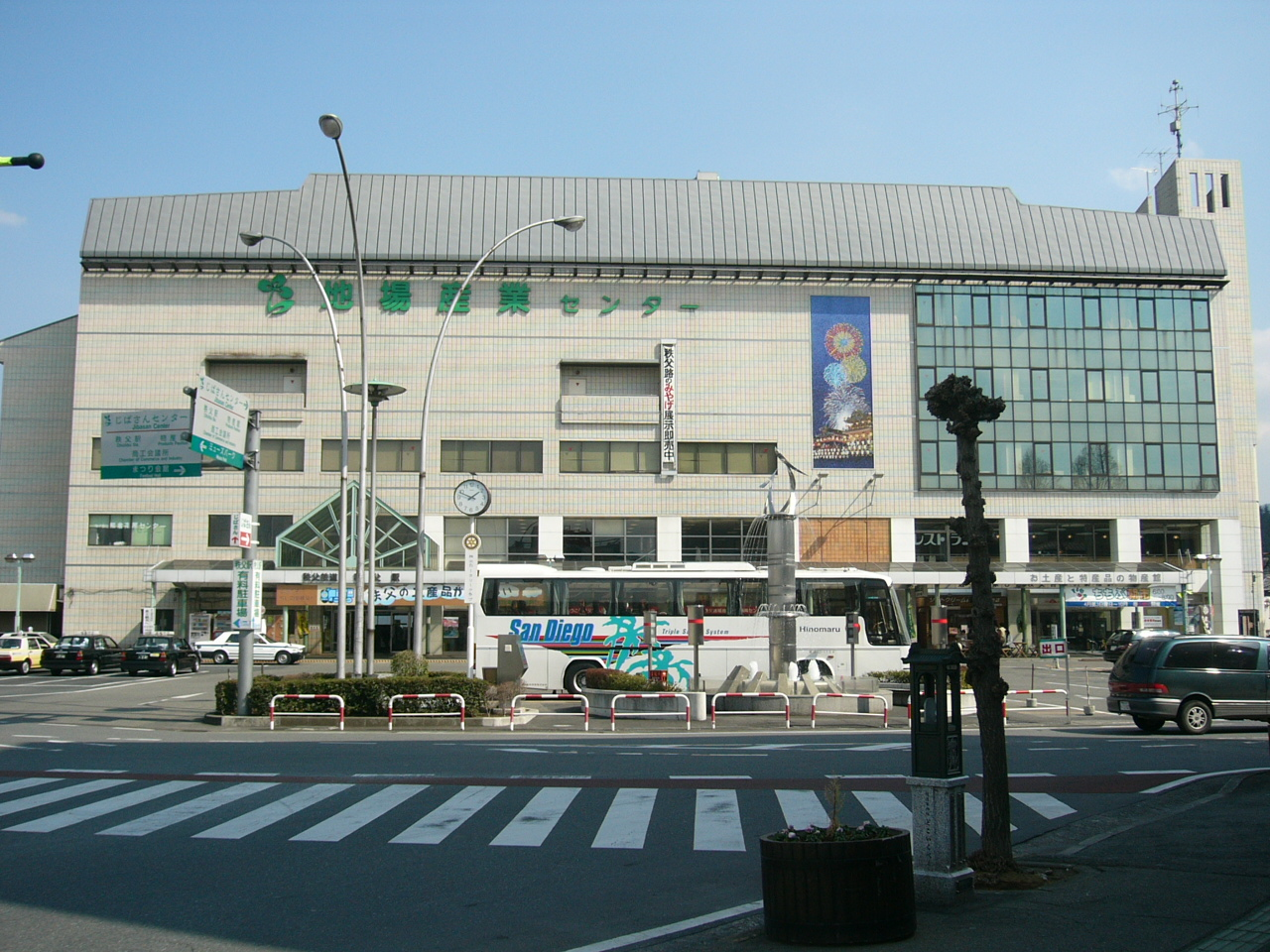
역사 모습
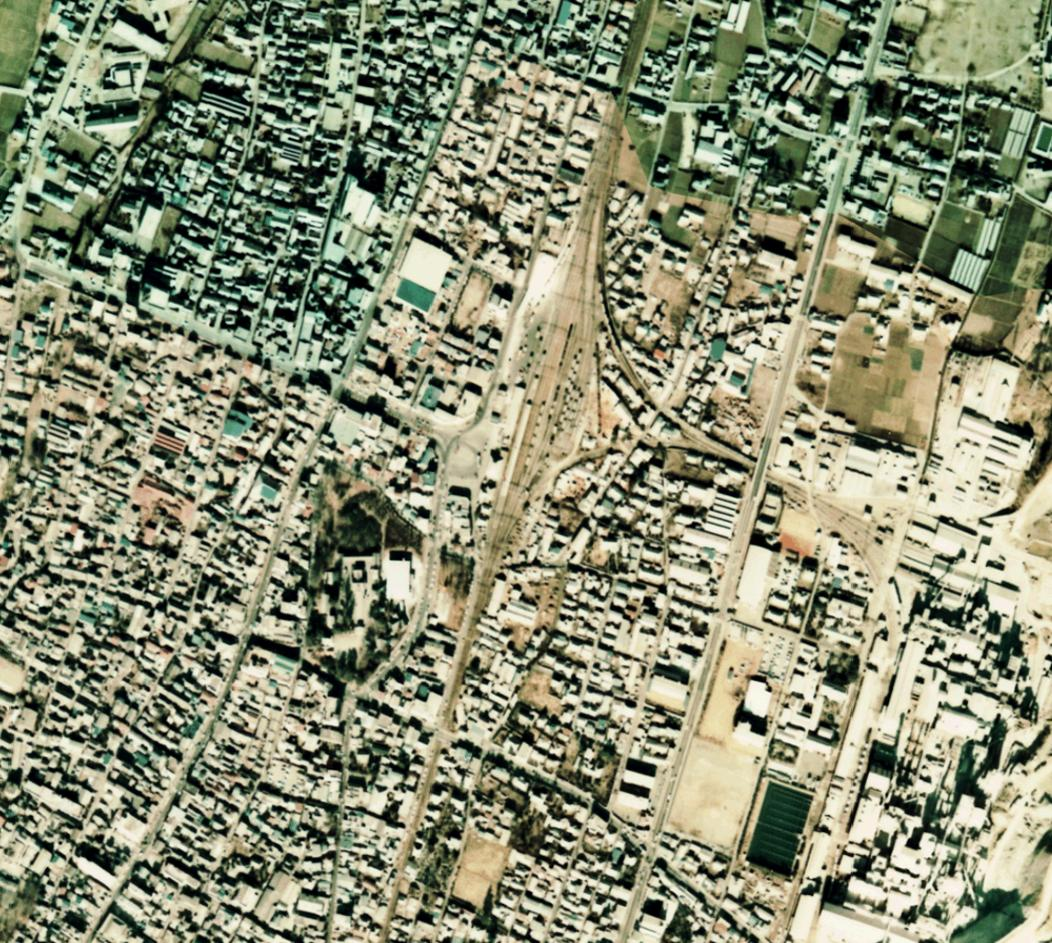
지치부역 위성사진(1974년). 일본 국토교통성 제공.